# Колосовка (Псковская область)
Колосовка — деревня в Печорском районе Псковской области. Расположена в 5-6 км к юго-юго-западу от Изборска.
| 2001 | 2002 | 2010 |
| ---- | ---- | ---- |
| 7    | ↘6   | ↘3   |

## Имение Дерюгиных
В 1847 г., Колосовку приобрёл потомственный дворянин Дмитрий Андреевич из рода Дерюгиных. Имение передавалось через поколения его потомкам, которые расширили усадьбу.
По рассказам потомков, Дерюгины собирали в Колосовке крестьянских детей и обучали их грамоте, торговле и другим наукам.
Колосовка славилась своей красотой. По исследованиям, имение «представляло собой прямоугольник, обсаженный берёзами, кленами, липами, елями. Основу композиции составляли два больших пруда, возле первого (с северной стороны) находился барский дом, возле второго (южного) — работный. Между прудами находилась аллея — кенконс, где деревья располагались в шахматном порядке с подстриженными по одной линии кронами». В восточной части располагалась вторая, похожая композиция, с двумя прудами соединёнными протокой, большой фруктовый сад и дом.
Гордостью Колосовки являлся фруктовый сад, в особенности же яблони сорта «Антоновка», известные своим ароматом. По рассказам потомков Псковских Дерюгиных, одна маленькая Антоновка способна была наполнить целый дом сильным благоуханием.
Центральной достопримечательностью имения являлся дуб черешчатый «вековой», возрастом более 200 лет. Окружность дуба — 6 метров, высота — 25 метров. Потомки Дерюгиных рассказывают, что А. С. Пушкин навестил Колосовку и сиживал под старинным дубом. Действительно известно, что Пушкин на протяжении всей жизни был тесно связан с Псковским краем.
Колосовка имела и археологическую ценность. В имении находилось множество курганов и камней с рунами. Находки из Колосовки расположены в экспонатах парижского музея этнографии.

## После революции
В 1917 г., когда красные подошли к имению, семья Георгия Михайловича Дерюгина с тремя малолетними детьми покинула Колосовку и бежала в Европу. После подписания Тартуского мирного договора между РСФСР и Эстонией в 1920 г., Колосовка оказалась на территории последней. Тогда брат Г. М. Дерюгина — Анатолий Михайлович счёл возможным вернуться на родовое имение. Однако после вхождения Эстонии в состав СССР, он в 1940 г. был арестован и погиб в ссылке три года спустя.
В 1945 г. образовался в Псковской области новый Печорский район, и Колосовка была передана Печорскому райпищекомбинату в качестве подсобного хозяйства. Основной продукцией хозяйства «Колосовка» являлись яблоки, ягоды, картофель и овощи.
Вскоре вокруг хозяйства образовался земельный массив колхоза «Путь Сталина». Колхоз положил глаз на имение, располагающее строениями выгодными для администрации, склада, и зимнего хранилища скота. После нескольких неудачных попыток заполучить Колосовку в своё ведение, колхоз «Путь Сталина» получил на то разрешение от обкома ВКП(б) в 1952 г.
Однако колхоз «Путь Сталина» не сумел укрепить некогда добротное хозяйство и имение было заброшено. От старой усадьбы сохранились лишь погреб, заросшие пруды, остатки парка да некогда обширный фруктовый сад.
С 2008 г. Колосовка является частной собственностью компании ООО «ИМЕНИЕ КОЛОСОВКА»